# Inés Ibáñez de Maeztu Izaguirre
Inés Ibáñez de Maeztu Izaguirre (Bilbao, siglo xx) es la Ararteko en funciones (Defensoría del Pueblo en el País Vasco).

## Biografía
Nació en Bilbao, hija de Luis Ibáñez de Maeztu Ruiz de Alegría y  Mª Luisa Izaguirre. Se graduó en Geografía e Historia en la Universidad de Deusto, en el año 1987. Obtuvo la Certificación Aptitud Pedagógica en la Universidad del País Vasco, en 1989. También adquirió el título de Habilitación profesional Educadora Social, en el Colegio de Educadores y Educadoras de Andalucía, en el año 2000. En 2005 se formó en Mediación en la Universidad Nacional de Educación a Distancia.
Trayectoria profesional
De 1977 a 1985 trabajó en Bilbao como administrativa en el departamento de contabilidad de una empresa privada del sector del metal. En 1985 se trasladó al Centro de Menores de Cantabria, dependiente del Ministerio de Justicia. En 1987 se trasladó a Pontevedra, para trabajar como educadora de centro de menores.
Entre los años 1988 y 2000 trabajó como educadora en el equipo técnico del Juzgado de Menores de Vitoria-Gasteiz, que dependía del Ministerio de Justicia, y posteriormente del Gobierno Vasco. En el año 2000 se trasladó a Bilbao trabajando como educadora/mediadora en el equipo psicosocial judicial del Gobierno Vasco. Entre los años 2013 y 2015 trabajó como educadora/mediadora del equipo psicosocial judicial de Bilbao.
De 2009 a 2013 fue directora de derechos humanos, del Departamento de Justicia y Administración Pública del Gobierno Vasco. En el año 2011 puso en marcha el Programa de Defensores y Defensoras de Derechos Humanos. Dirigió de junio a octubre de 2012, la primera Comisión de valoración de víctimas de abuso policial entre los años 1960 y 1978, dentro del marco del Decreto 107/2012, de 12 de junio, de declaración y reparación de las víctimas de sufrimientos injustos como consecuencia de la vulneración de sus derechos humanos, producida entre los años 1960 y 1978, en el contexto de la violencia de motivación política, vivida en la Comunidad Autónoma del País Vasco durante la dictadura franquista.
De 2015 a 2019 fue concejala delegada adjunta en el área de Movilidad y Sostenibilidad del Ayuntamiento de Bilbao, y posteriormente fue directora de Justicia en del Departamento de Trabajo y Justicia del Gobierno Vasco. En 2021, ocupó el cargo de adjunta al Ararteko. En 2025, ejerce como Ararteko en funciones, hasta que el Parlamento Vasco elija a la persona titular.